# 윤중중학교
윤중중학교(輪中中學校)는 대한민국 서울특별시 영등포구 여의도동에 있는 공립 중학교이다.

## 학교 연혁
- 1981년 9월 : 윤중중학교 설립 인가
- 1981년 9월 : 초대 주만영 교장 취임
- 1982년 3월 : 제1회 신입생 입학식 거행 (22학급)
- 1982년 4월 : 개교식(4월 19일)
- 1985년 2월 : 제1회 졸업식 거행(1,581명)
- 2016년 9월 : 제15대 방덕원 교장 취임
- 2017년 11월 : 지하 중강당 라온제나실 리모델링
- 2019년 1월 : 제35회 졸업식(205명) <총 졸업생수 18,221명>
- 2019년 3월 : 제38회 입학(186명)

## 참고 자료
- 윤중중학교 - 한국교육학술정보원 학교알리미